# Louvigné communauté
La communauté de communes Louvigné communauté est une ancienne intercommunalité française, située dans le département d’Ille-et-Vilaine et la région Bretagne. C’était l’une des communautés de communes du Pays de Fougères.

## Histoire
La communauté de communes est créée le 31 décembre 1992. Le territoire communautaire correspond à l'ancien canton de Louvigné-du-Désert.
Elle est dissoute au 31 décembre 2016 pour former Fougères agglomération avec Fougères communauté et sept autres communes.

## Territoire communautaire

### Composition
La communauté de communes était composée des huit communes suivantes :
| Nom                           | Code Insee | Gentilé         | Superficie (km2) | Population (dernière pop. légale) | Densité (hab./km2) |
| ----------------------------- | ---------- | --------------- | ---------------- | --------------------------------- | ------------------ |
| Louvigné-du-Désert (siège)    | 35162      | Louvignéens     | 41,66            | 3 423 (2014)                      | 82                 |
| La Bazouge-du-Désert          | 35018      | Bazougeais      | 24,60            | 1 114 (2014)                      | 45                 |
| Le Ferré                      | 35111      | Ferréens        | 16,92            | 699 (2014)                        | 41                 |
| Mellé                         | 35174      | Melléens        | 15,50            | 659 (2014)                        | 43                 |
| Monthault                     | 35190      | Monthaltais     | 8,20             | 271 (2014)                        | 33                 |
| Poilley                       | 35230      | Polucéens       | 10,78            | 388 (2014)                        | 36                 |
| Saint-Georges-de-Reintembault | 35271      | Reintembaultois | 31,02            | 1 588 (2014)                      | 51                 |
| Villamée                      | 35357      | Villaméens      | 10,66            | 317 (2014)                        | 30                 |

### Démographie
| 1968   | 1975   | 1982  | 1990  | 1999  | 2006  | 2012  | 2014  |
| ------ | ------ | ----- | ----- | ----- | ----- | ----- | ----- |
| 10 539 | 10 293 | 9 982 | 9 452 | 8 938 | 8 722 | 8 596 | 8 459 |

## Administration

### Siège
Le siège de la communauté de communes était à Louvigné-du-Désert, 7 rue d’Alsace.

### Liste des présidents
| Période                                  | Période          | Identité       | Étiquette | Qualité                                                             |
| ---------------------------------------- | ---------------- | -------------- | --------- | ------------------------------------------------------------------- |
| 1993                                     | juillet 1995     |                |           |                                                                     |
| juillet 1995                             | avril 2008       | Olivier Ménard | DVD       | Maire de Poilley (1983-2008)                                        |
| avril 2008                               | 31 décembre 2016 | Louis Pautrel  | UDI       | Maire du Ferré (depuis 2001) Conseiller départemental (depuis 2011) |
| Les données manquantes sont à compléter. |                  |                |           |                                                                     |

### Compétences
Elle exerçait sept blocs de compétences visant au développement durable et équilibré du territoire :
- Aménagement de l’espace
- Développement économique et durable
- Équilibre social de l’habitat
- Voirie
- Environnement et Cadre de Vie
- Égalité des chances et Services à la Population (développement social & actions en faveur de la jeunesse)
- Équipements sportifs

Afin de développer des projets structurants pour son territoire, Louvigné communauté mobilisait en moyenne annuelle, près de 5 millions d’euros.